# 神星镇
神星镇，是中华人民共和国河北省保定市满城区下辖的一个乡镇级行政单位。

## 行政区划
神星镇下辖以下地区：
神星村、市头村、玉山村、小娄村、大娄村、荆山村、魏庄村、北太平庄村、石家佐村、李家佐村、翟家佐村、寺角村、马连川村、南峪村、西峪村、中峪村、东峪村和石板山村。